# Fanniidae
Fanniidae (Latrinevliegen) zijn een familie uit de orde van de tweevleugeligen (Diptera), onderorde vliegen (Brachycera). Wereldwijd omvat deze familie zo'n 4 genera en 359 soorten.

## In Nederland waargenomen soorten
- Genus: Fannia
  - Fannia armata
  - Fannia atra
  - Fannia atripes
  - Fannia canicularis - (Kleine kamervlieg)
  - Fannia carbonaria
  - Fannia clara
  - Fannia coracina
  - Fannia corvina
  - Fannia fuscula
  - Fannia genualis
  - Fannia glaucescens
  - Fannia hirticeps
  - Fannia incisurata
  - Fannia latipalpis
  - Fannia lepida
  - Fannia leucosticta
  - Fannia lustrator
  - Fannia manicata
  - Fannia metallipennis
  - Fannia minutipalpis
  - Fannia mollissima
  - Fannia monilis
  - Fannia nidica
  - Fannia ornata
  - Fannia pallitibia
  - Fannia parva
  - Fannia polychaeta
  - Fannia postica
  - Fannia posticata
  - Fannia pubescens
  - Fannia rondanii
  - Fannia scalaris
  - Fannia serena
  - Fannia similis
  - Fannia sociella
  - Fannia subpubescens
  - Fannia tuberculata
  - Fannia umbrosa
  - Fannia vesparia
  - Fannia vespertilionis
- Genus: Piezura
  - Piezura boletorum
  - Piezura graminicola